# Paolo Fregoso
Paolo Fregoso, ou Paolo di Campofregoso, né en 1428  à Gênes, Italie, alors dans la république de Gênes, et décédé le 22 mars 1498 à Rome, est un cardinal italien et un doge de la république de Gênes.
Il fait partie de la famille Fregoso de Gênes et est le fils du doge de la république de Gênes Battista Ier di Campofregoso.

## Biographie
Fregoso est chanoine de Savone, protonotaire apostolique et abbé commendataire de l'abbaye de S. Andrea di Sestri Ponente. Sur demande de son frère Pietro, le doge de Gênes, il est promu évêque. En 1453, il est nommé archevêque de Gênes. Il bat les Français et, avec la permission du pape Pie II, il se nomme lui-même doge de la république de Gênes en 1462, en succession de son cousin Luigi, mais il doit démissionner à cause des violences commises. En 1463-1464 il est de nouveau doge de la république de Gênes.
Fregoso est créé cardinal par le pape Sixte IV lors du consistoire de 15 mai 1480. Le cardinal Fregoso est amiral de la flotte de la Sainte-Église, ayant lui-même une flotte privée. En 1482, il est nommé évêque in commendam d'Ajaccio. Il est de nouveau doge de la république de Gênes en 1483-1488, mais doit résigner à cause de son gouvernement tyrannique. En 1492 il est nommé légat en Campanie et en 1493 administrateur de l'évêché d'Accia.
Le cardinal Fregoso participe aux conclaves de 1484 (élection d'Innocent VIII) et de 1492 (élection d'Alexandre VI).